# 第二次龍岡戰鬥
龍岡戰鬥發生於1934年4月29日－5月1日，地點則是在中國江西龍岡。是第一次国共内战主要戰鬥之一。該戰鬥交戰一方為中華民國國民革命軍，另一方則為中國共產黨所領導之中國工農紅軍。戰鬥末了，國軍佔領該據點。